# 布里斯·奥利吉·恩圭马
布里斯·克洛泰尔·奥利吉·恩圭马（法語：Brice Clotaire Oligui Nguema，1975年3月3日—）是一名加蓬将军，現任加彭總統及加蓬共和国卫队总司令。曾任機構过渡和恢复委员会主席。据信他是前总统支持者，在2023年加蓬政变中发挥了关键作用。